# Ксаверівська сільська рада (Васильківський район)
| Ксаверівська сільська рада — орган місцевого самоврядування у Васильківському районі Київської області з адміністративним центром у с. Ксаверівка. Водоймища на території, підпорядкованій даній раді: Протока. Сільській раді підпорядковані населені пункти: - с. Ксаверівка - с. Ксаверівка Друга |

## Склад ради
Рада складається з 16 депутатів та голови.
Секретар - Коваленко Раїса Пилипівна. 

### Керівний склад ради
| ПІБ                        | Основні відомості                                                                       | Дата обрання | Дата звільнення |
| -------------------------- | --------------------------------------------------------------------------------------- | ------------ | --------------- |
| Дубовик Володимир Іванович | Сільський голова, 1957 року народження, освіта, безпартійний                            | 26.03.2006   | 31.10.2010      |
| Дубовик Володимир Іванович | Сільський голова, 1957 року народження, освіта середня спеціальна, член Партії регіонів | 31.10.2010   | 25.10.2015      |
| Скорук Григорій Степанович | Сільський голова, 22.04.1955 р., освіта вища, безпартійний,                             | 25.10.2015   |                 |

Примітка: таблиця складена за даними джерела